# Naenia biorbiculata
Naenia biorbiculata là một loài bướm đêm trong họ Noctuidae.